# Точилка

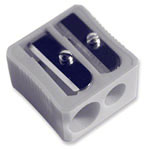

Точилка, точило для олівців[джерело?] також підстругачка, розмовною стругачка, гострилка — пристосування, що полегшує гостріння олівців.

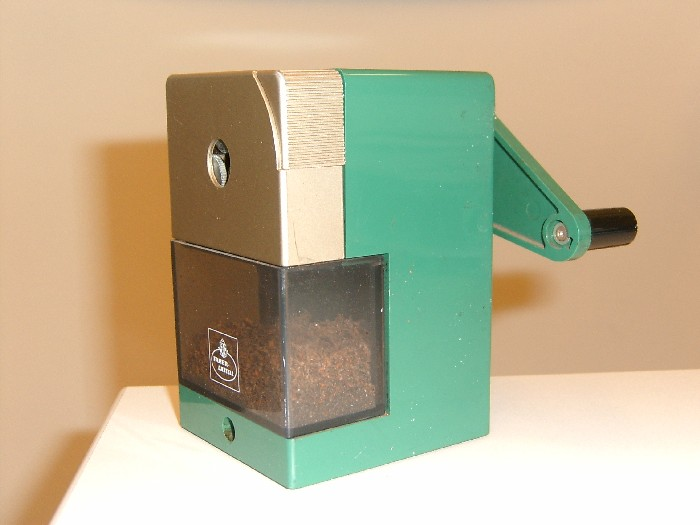

Існують різні конструкції точилок для олівців — від ручних, що поміститься у кишені або пеналі, до точилок більшого розміру, що встановлюються на столі в офісі (механічних і електричних). Останні завжди мають відсік для збору стружки (мається і в деяких кишенькових точилах). Стругачки використовують поступальний або обертальний рух різця відносно олівця.

## Історія

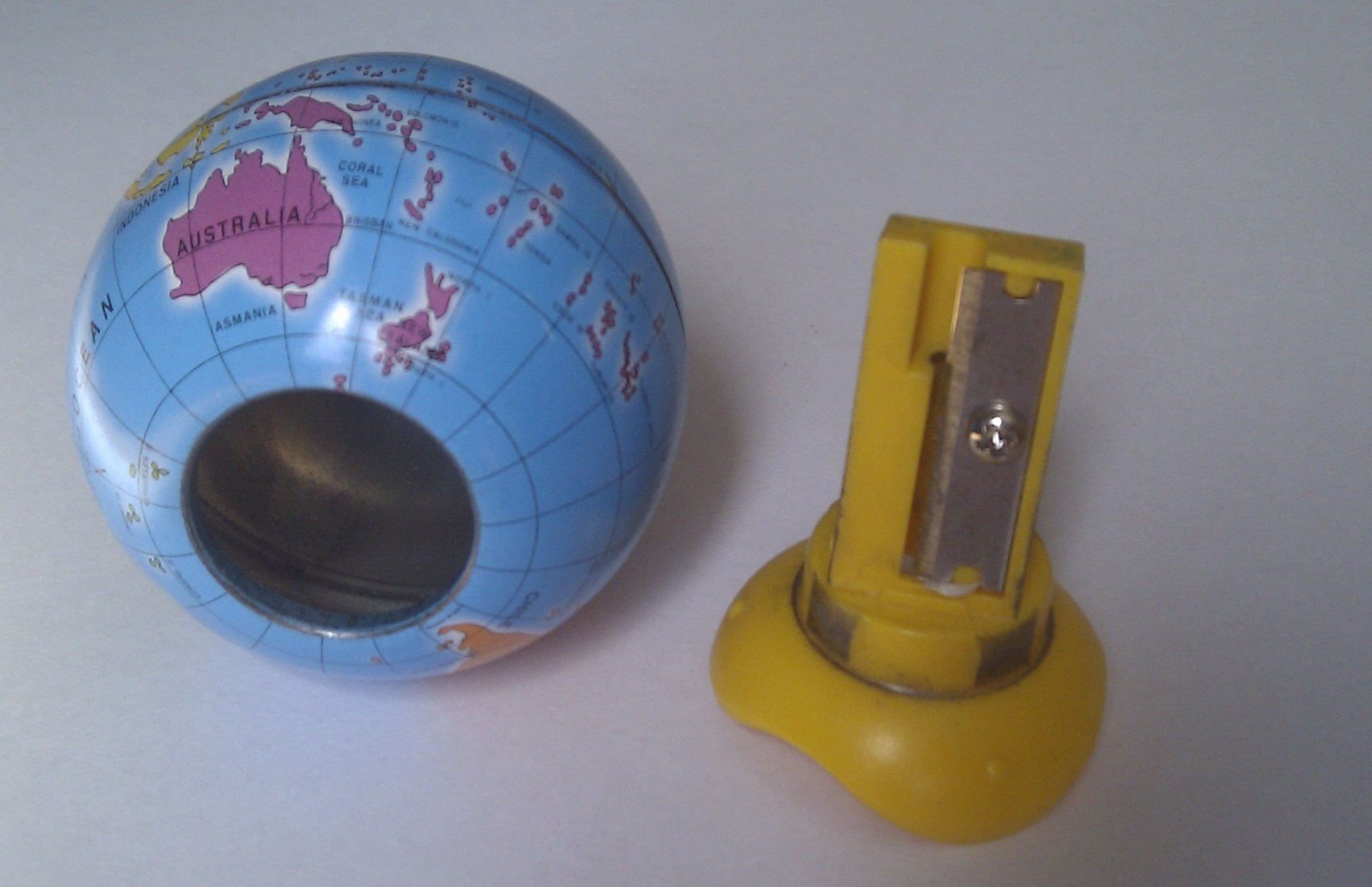
Точило у вигляді глобуса

До розробки спеціального точила для олівців, олівець стругали ножем. Точила для олівців зробили це завдання набагато легшим і дали більш рівномірну заточку олівця. Деякі спеціалізовані види олівців, такі як столярний, зазвичай, загострюються ножем, у зв'язку з його плоскою формою.
Бернар Лассімон, французький математик, взяв перший патент (French patent № 2444) на точила для олівців в 1828. Перше американське точило для олівців була запатентована Волтером К. Фостером з Бангора в 1855. Електричні точила олівців для офісів були зроблені в 1917 році. В даний час точила мають широкий спектр кольорів і форм.